# Oak Hills Place
Oak Hills Place – jednostka osadnicza w Stanach Zjednoczonych, w stanie Luizjana, w parafii East Baton Rouge.